# ペットシリーズ

『ペットシリーズ』は、2016年公開のイルミネーション・エンターテインメント製作による『ペット』（The Secret Life of Pets）から始まる作品群である。 

## 映画作品

### メインシリーズ

#### ペット（2016年）
イルミネーションが6作目となる『ペット』（The Secret Life of Pets）は、2014年1月に製作が発表され、2016年7月8日に全米公開された。クリス・ルノーとヤーロー・チーニーが監督を務めた。

#### ペット2（2019年）
2016年8月2日、『ペット』の続編にあたる『ペット2』（The Secret Life of Pets 2）の製作が発表され、2019年6月7日に全米公開された。前作に続きクリス・ルノーが監督を務めた。

### 短編映画

#### スーパーギジェットのラブラブ救出大作戦（2019年）
『ペット2』のDVDとBlu-rayに特別映像として収録。2019年12月4日に発売された。

## キャスト
| 役名                         | キャスト                     | キャスト                     |
| 役名                         | ペット                       | ペット2                      |
| ---------------------------- | ---------------------------- | ---------------------------- |
| マックス                     | ルイ・C・K                   | パットン・オズワルト         |
| マックス                     | 設楽統（バナナマン）         |                              |
| デューク                     | エリック・ストーンストリート | エリック・ストーンストリート |
| デューク                     | 日村勇紀（バナナマン）       |                              |
| スノーボール                 | ケヴィン・ハート             | ケヴィン・ハート             |
| スノーボール                 | 中尾隆聖                     |                              |
| ケイティ                     | エリー・ケンパー             | エリー・ケンパー             |
| ケイティ                     | 佐藤栞里                     |                              |
| メル                         | ボビー・モイニハン           | ボビー・モイニハン           |
| メル                         | かぬか光明                   |                              |
| クロエ                       | レイク・ベル                 | レイク・ベル                 |
| クロエ                       | 永作博美                     |                              |
| ポップス                     | ダナ・カーヴィ               | ダナ・カーヴィ               |
| ポップス                     | 銀河万丈                     |                              |
| バディ                       | ハンニバル・バーエス         | ハンニバル・バーエス         |
| バディ                       | 青山穣                       |                              |
| ギジェット                   | ジェニー・スレイト           | ジェニー・スレイト           |
| ギジェット                   | 沢城みゆき                   |                              |
| スイートピー                 | タラ・ストロング             | タラ・ストロング             |
| スイートピー                 | 不明                         |                              |
| ノーマン                     | クリス・ルノー               | クリス・ルノー               |
| ノーマン                     | 梶裕貴                       |                              |
| オゾン                       | スティーヴ・クーガン         |                              |
| オゾン                       | 山寺宏一                     |                              |
| タイベリアス                 | アルバート・ブルックス       |                              |
| タイベリアス                 | 宮野真守                     |                              |
| デイジー                     |                              | ティファニー・ハディッシュ   |
| デイジー                     | 伊藤沙莉                     |                              |
| ルースター                   |                              | ハリソン・フォード           |
| ルースター                   | 内藤剛志                     |                              |
| クレイジー・キャット・レディ |                              | メレディス・サレンジャー     |
| クレイジー・キャット・レディ | 不明                         |                              |
| セルゲイ                     |                              | ニック・クロール             |
| セルゲイ                     | 宮野真守                     |                              |
| チャック                     |                              | ピート・ホームズ             |

## スタッフ
| 役割 | スタッフ                                           | スタッフ                                   |
| 役割 | ペット                                             | ペット2                                    |
| ---- | -------------------------------------------------- | ------------------------------------------ |
| 監督 | クリス・ルノー、ヤーロー・チーニー                 | クリス・ルノー                             |
| 脚本 | ブライアン・リンチ、シンコ・ポール、ケン・ドーリオ | ブライアン・リンチ                         |
| 製作 | クリス・メレダンドリ、ジャネット・ヒーリー         | クリス・メレダンドリ、ジャネット・ヒーリー |
| 音楽 | アレクサンドル・デスプラ                           | アレクサンドル・デスプラ                   |
| 編集 | ケン・シュレッツマン                               | ティファニー・ヒルカーツ                   |

## 興行収入
| 作品名  | 全米公開日   |              |                | 興行収入     | 興行収入     | 製作費      |
| 作品名  | 全米公開日   | 国内         | そのほかの地域 | 全世界       | 日本         | 製作費      |
| ------- | ------------ | ------------ | -------------- | ------------ | ------------ | ----------- |
| ペット  | 2016年7月8日 | $368,384,330 | $507,073,607   | $875,457,937 | 42億3800万円 | $75,000,000 |
| ペット2 | 2019年6月7日 | $158,257,265 | $271,176,898   | $429,434,163 | 21億6000万円 | $80,000,000 |

## パークにおけるペット
2020年3月27日、ユニバーサル・スタジオ・ハリウッドに「The Secret Life of Pets: Off the Leash!」というアトラクションがオープンする。